# Stadionul Ceahlăul
Stadionul Municipal Ceahlăul este un stadion de fotbal din Piatra Neamț care găzduiește meciurile echipei de fotbal Ceahlăul Piatra Neamț, arena fiind cotată de UEFA la 3 stele din 5, care poate găzdui meciuri internaționale. De asemenea, stadionul din Piatra Neamț este printre cele mai elegante arene din țară.
Arena din Piatra Neamț a fost construită în anul 1935, însa în timp a suferit modificări majore, inițial având o singură tribună. La începutul anilor '90, arena de pe Borzoghean este renovată în întregime și ajunge la capacitatea de 14.000 de locuri. În 2007, stadionul Ceahlăul a suferit modernizări atât ale tribunelor ( la tribuna 2 s-a adăugat un inel superior ) cât și la vestiare și anexe. De asemnea, a fost instalată nocturna, a fost construit un teren de antrenament cu tribune, un teren cu gazon sintetic și nocturnă, iar vestiarele au fost aduse la standardele impuse de UEFA. De asemenea, a fost construită peluza nord a stadionului, iar capacitatea arenei a ajuns acum la 18.000 de locuri. 
Printre cele mai importante evenimente sportive ce au avut loc aici se numără meciuri ale echipelor naționale de fotbal ale României, o finală de Cupa României, în 2008, și Supercupa României, în 2011, dar și meciurile de Uefa Champions League și Europa League ale echipelor FC Vaslui și Astra Giurgiu.
Printre echipele importante ale Europei care au jucat pe acest stadion se află Internazionale Milano, Lazio Roma, Fenerbahce Istanbul, Twente Enschede, Sparta Praga sau Sporting Lisabona. 

## Galerie

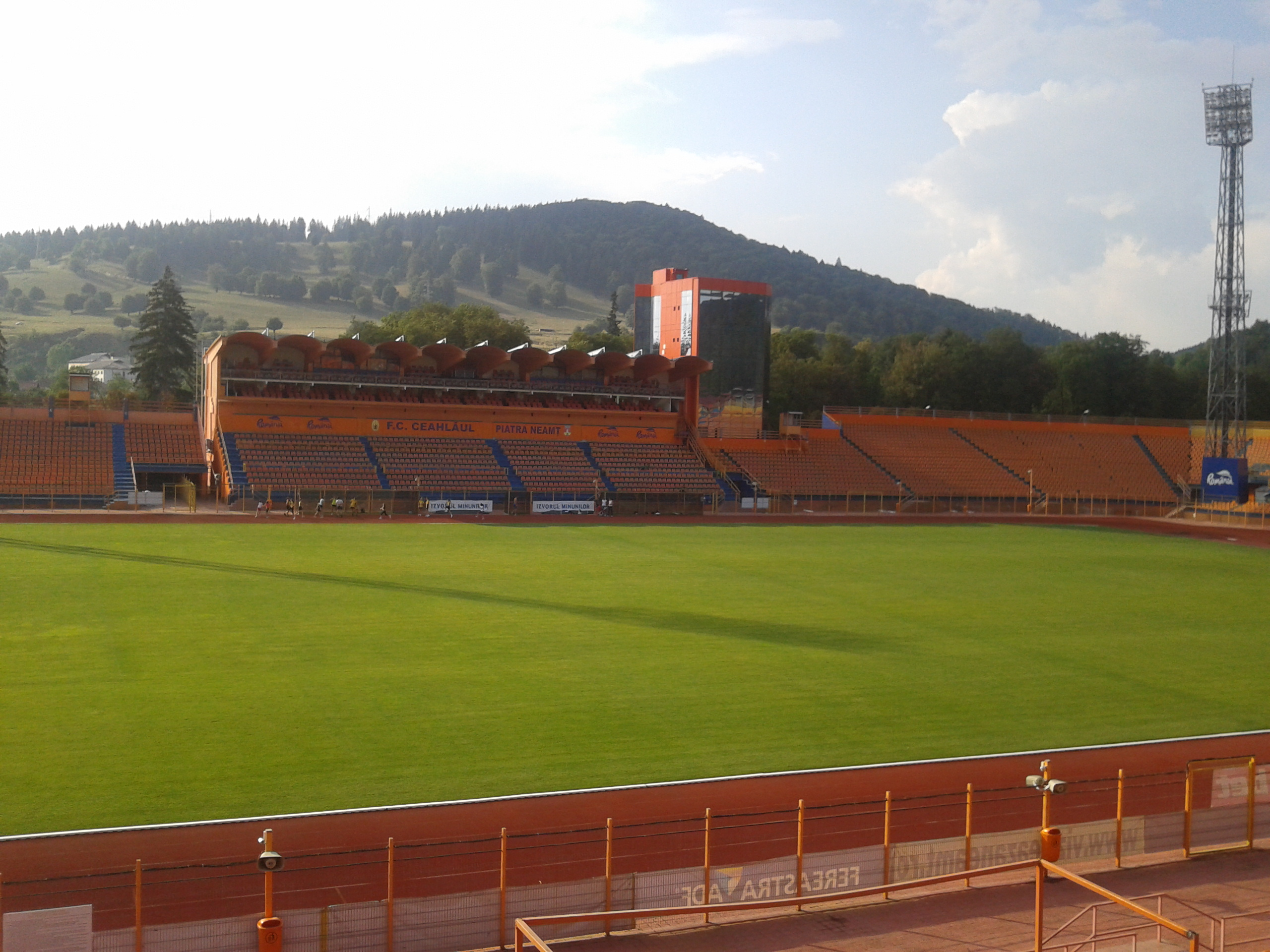
Tribune
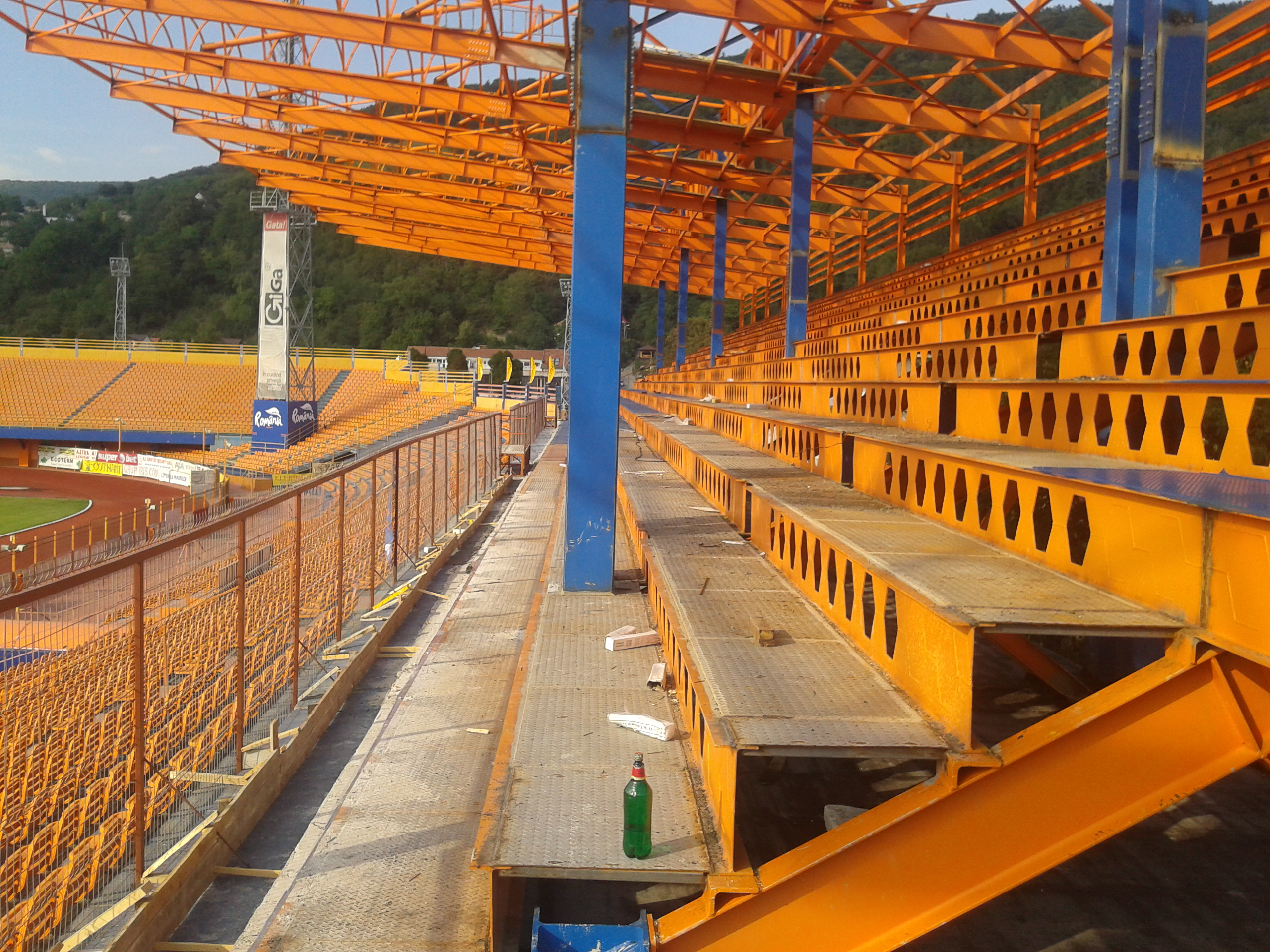
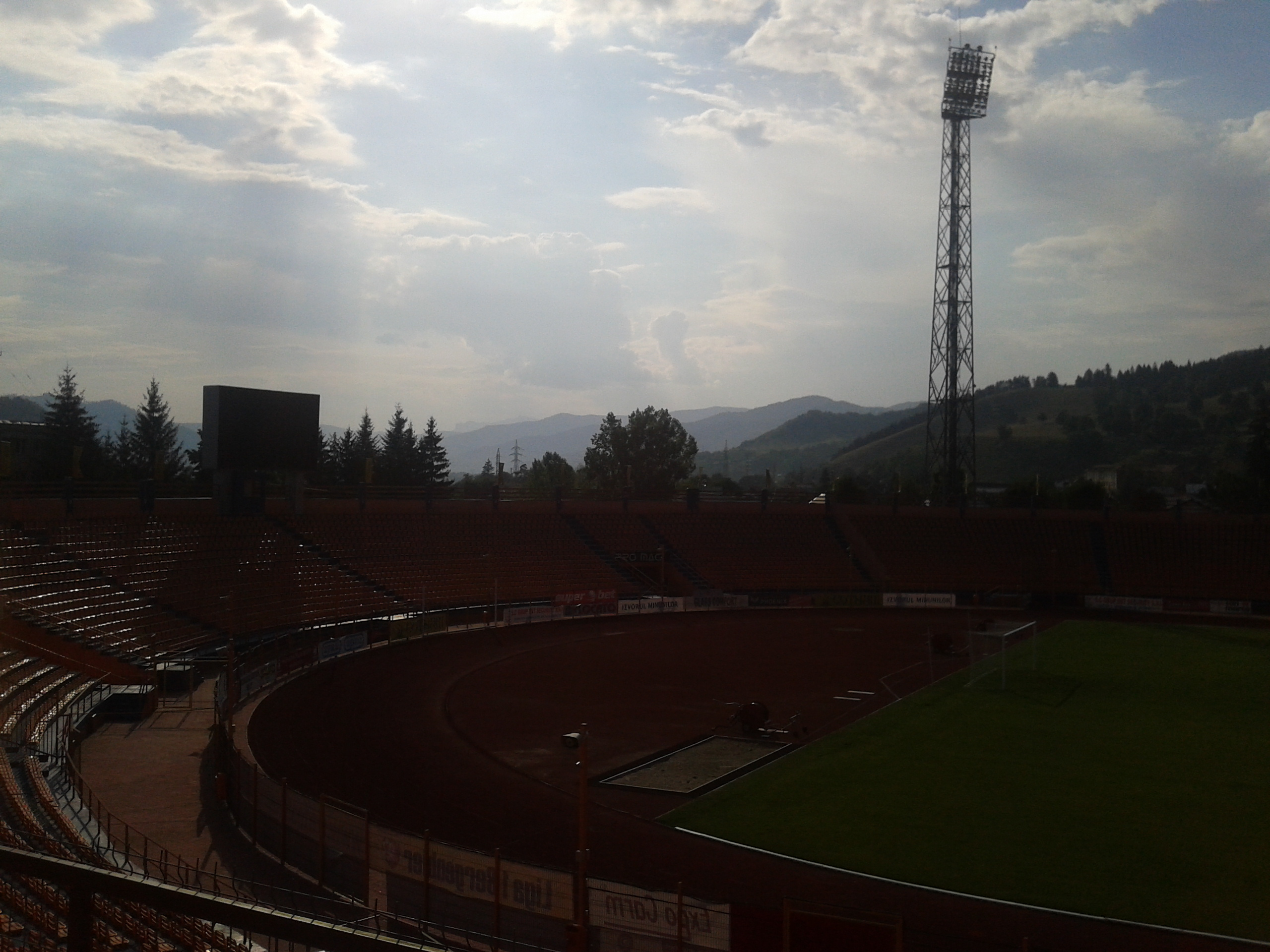
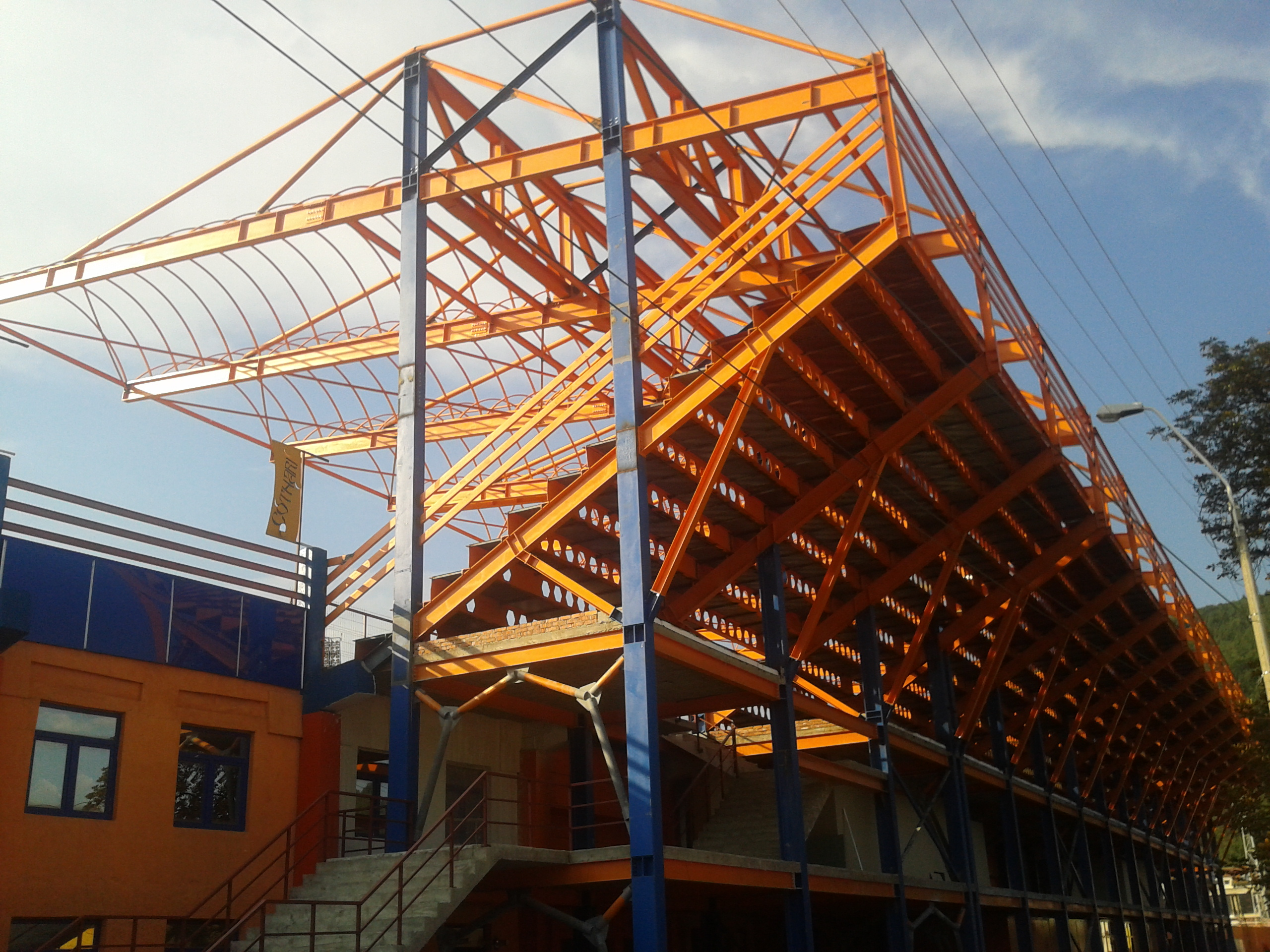
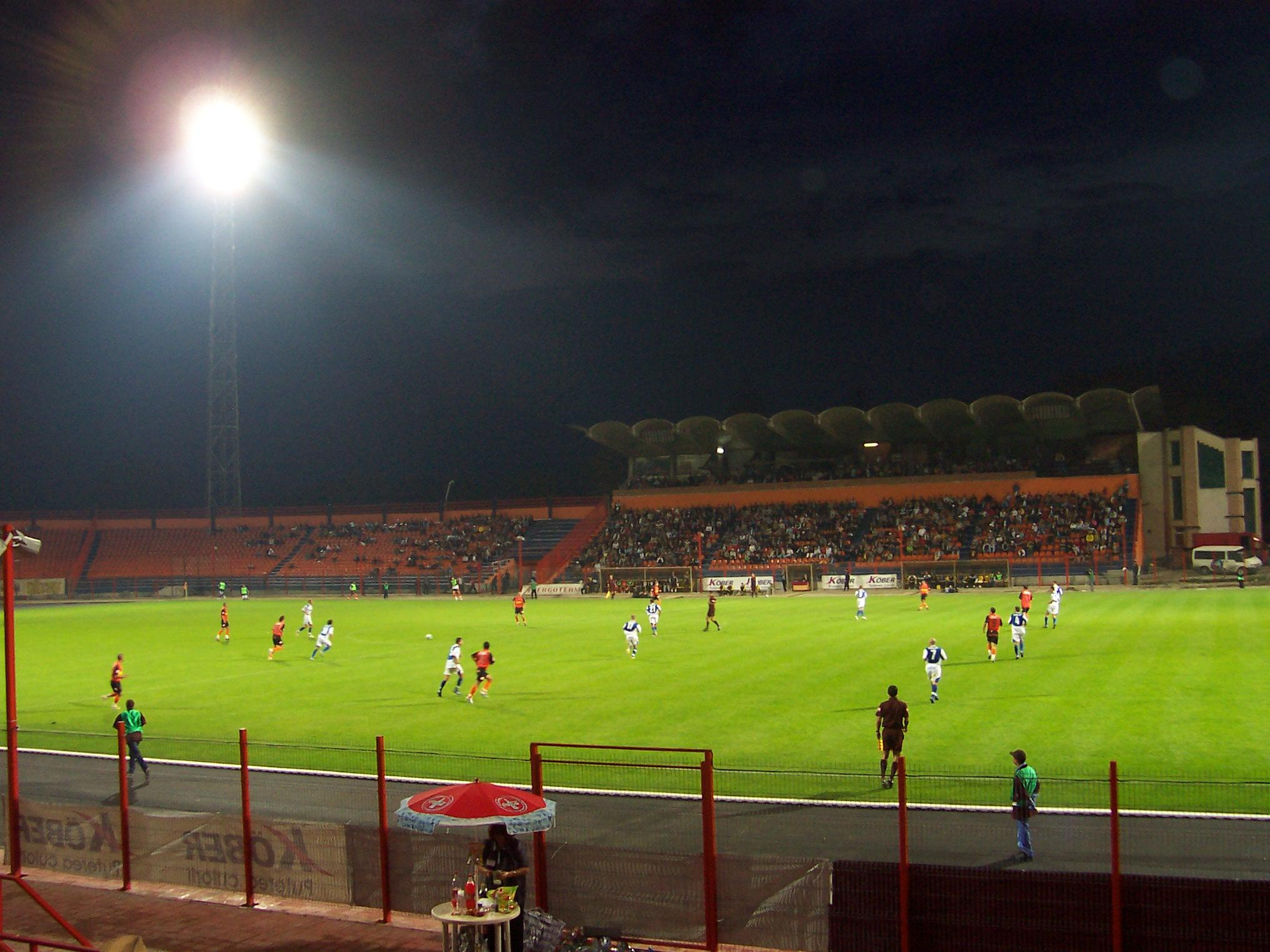
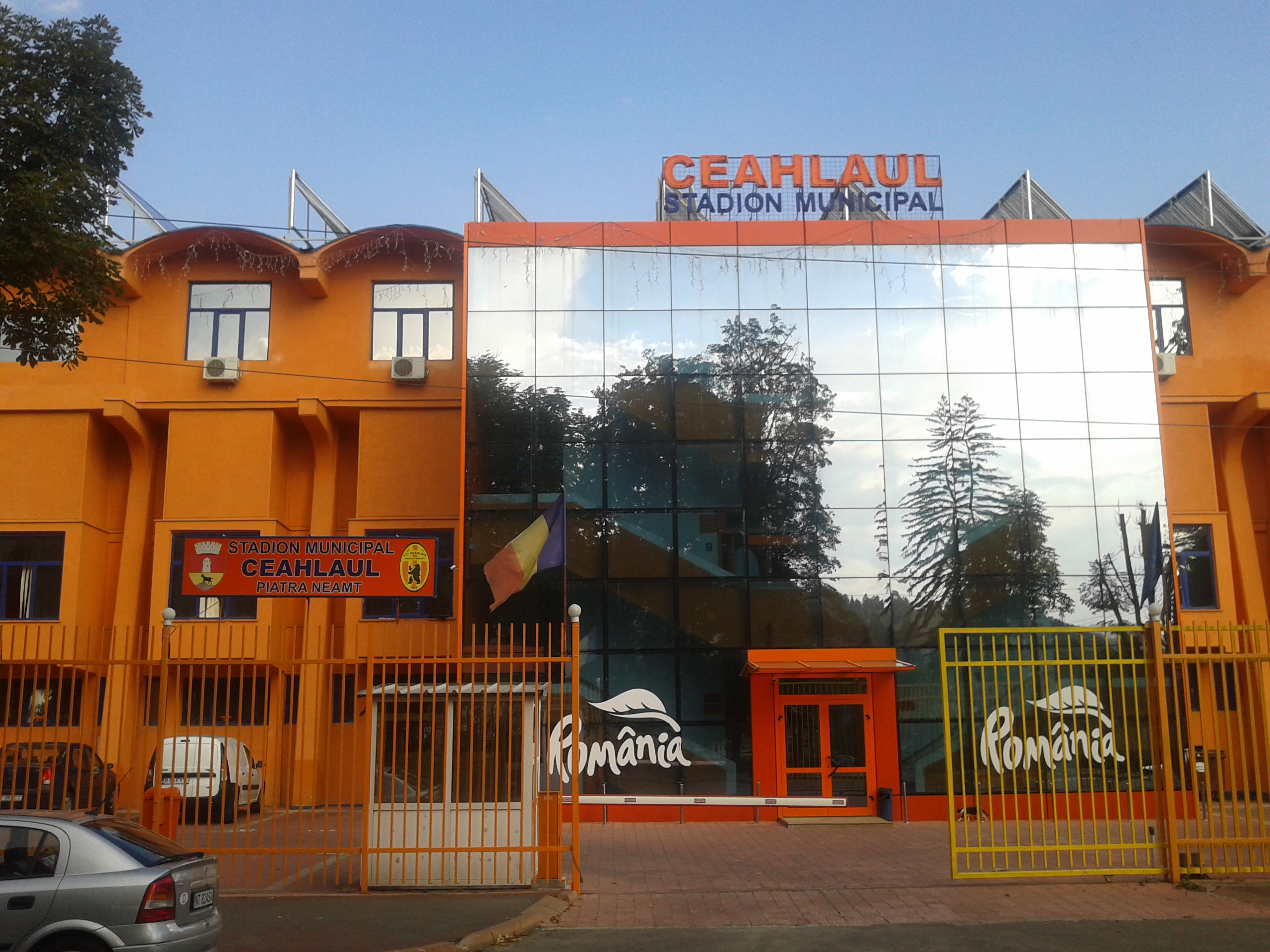
Intrare
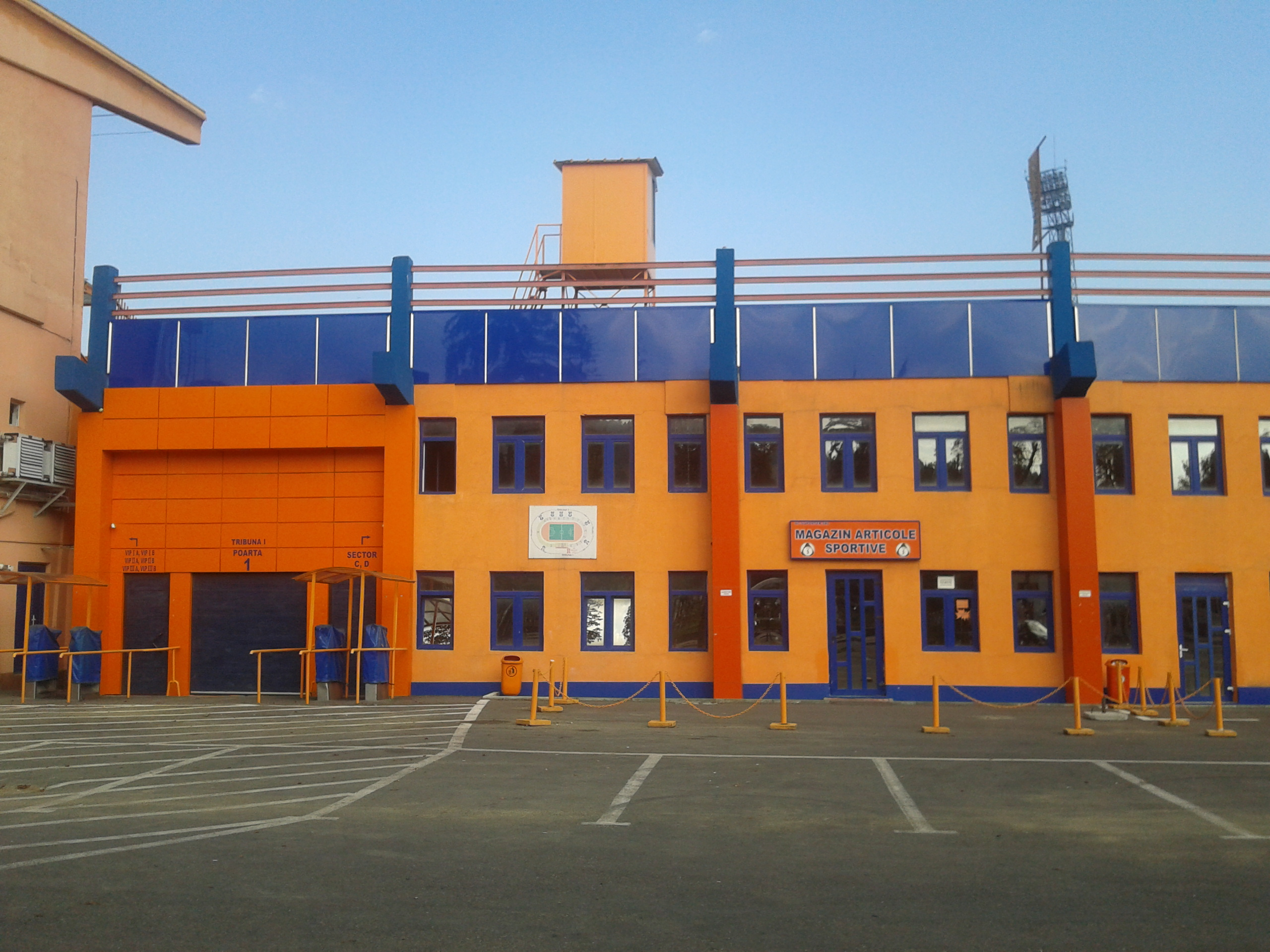
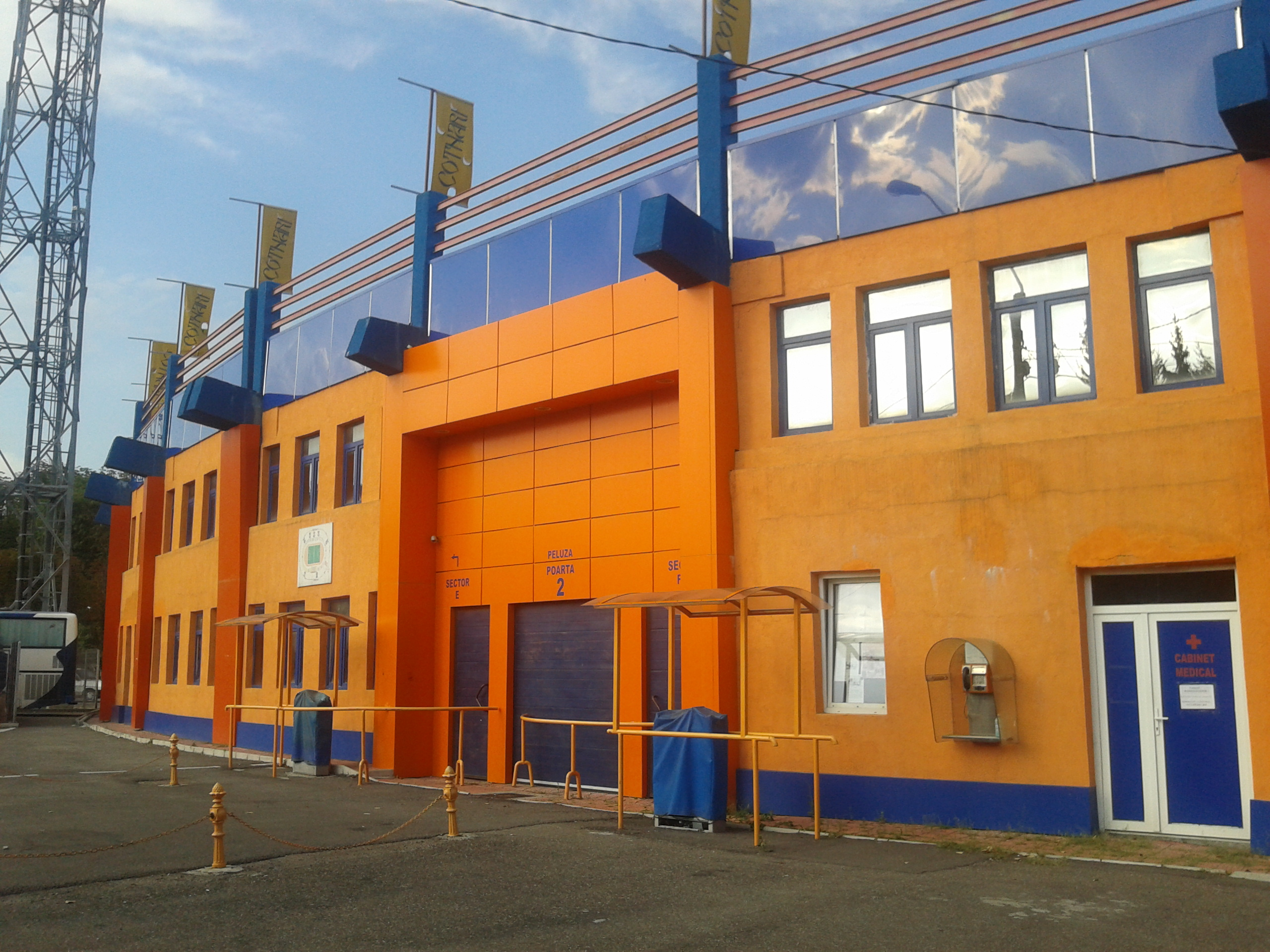
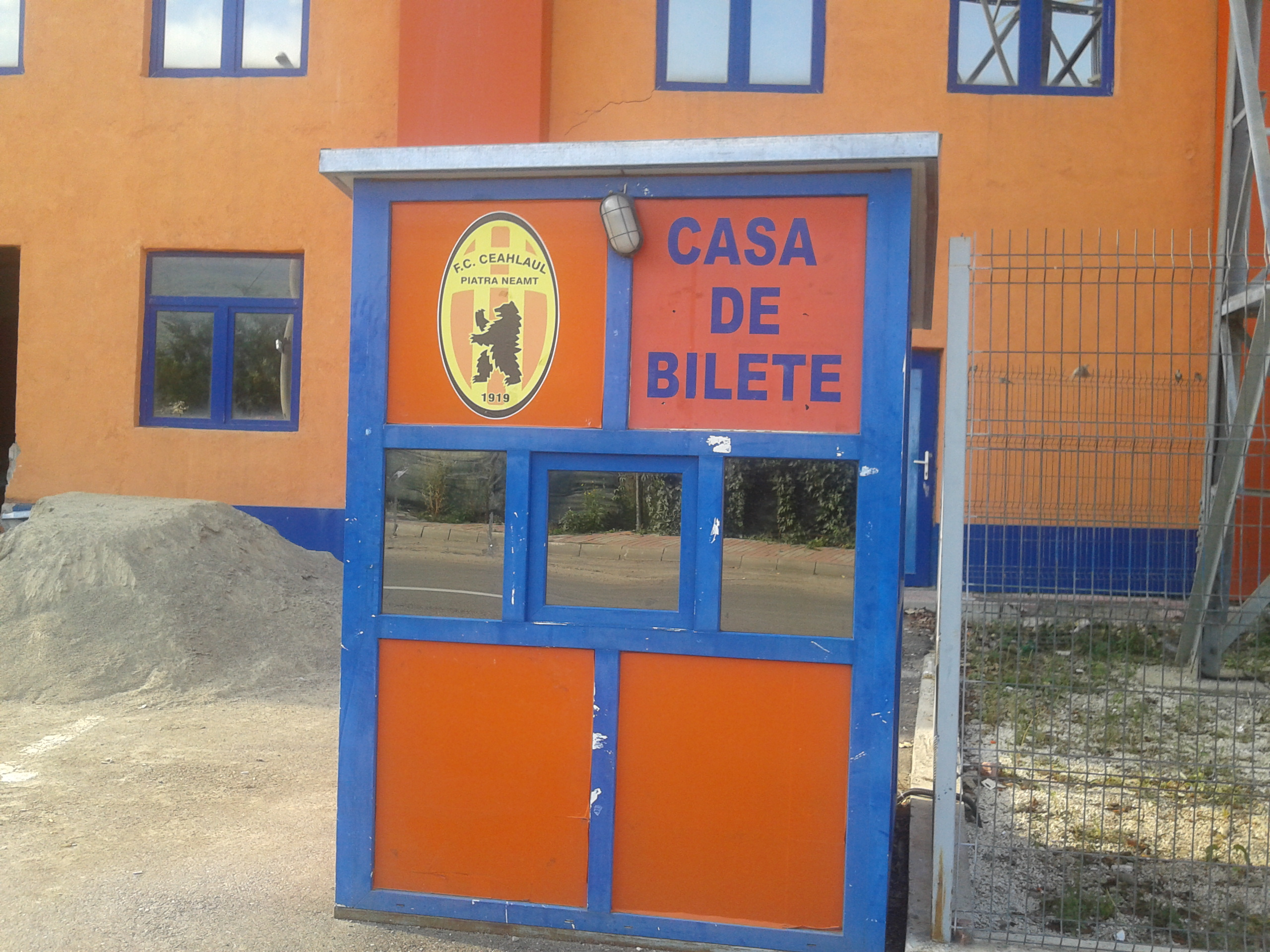
Casă de bilete